# Sonzogno (editore)
La Sonzogno è una casa editrice italiana, oggi attiva nei settori della narrativa e della saggistica di largo consumo. Dal 2011 è di proprietà di Marsilio Editori e fa parte del Gruppo Feltrinelli. 

## Storia

### XIX secolo

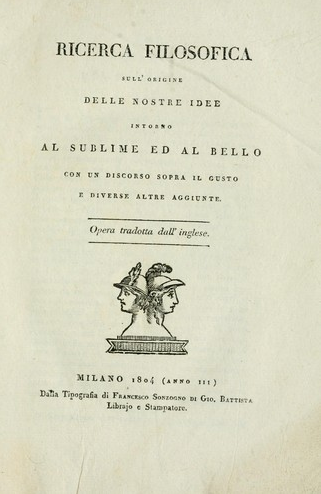
Ricerca filosofica sull'origine delle nostre idee intorno al sublime ed al bello, il primo libro stampato nella tipografia Sonzogno (1804).

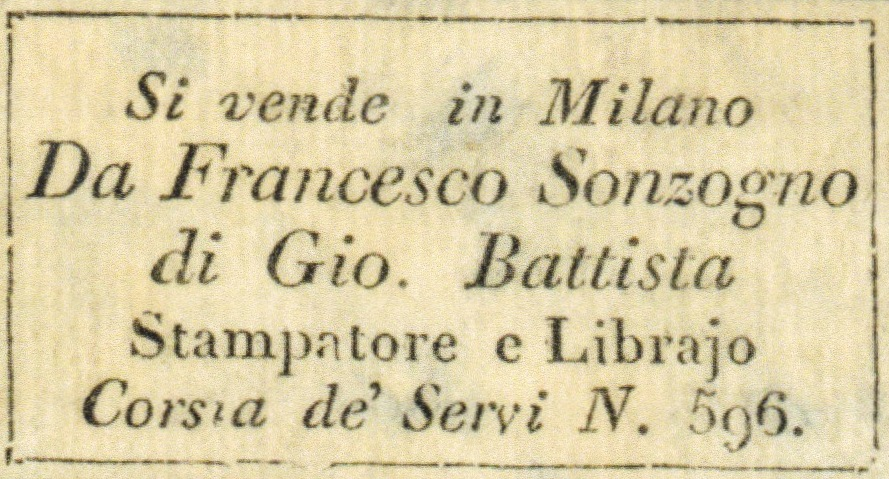
Etichetta che identifica l'attività di Francesco Sonzogno, figlio di Giovan Battista.

Nel 1804 Giovan Battista Sonzogno (1760-1822), titolare di una tipografia, cominciò l'attività di stampatore in proprio insieme coi figli Francesco e Lorenzo. Nel settembre 1807 i Sonzogno iniziarono la pubblicazione del «Giornale Bibliografico Universale», la prima pubblicazione in serie a dispense apparsa in Italia. Era costituita da 34 fascicoli per complessivi otto volumi (1807-1812).
Nel 1819 Giovan Battista iniziò a pubblicare l'importante e fortunata «Collana degli antichi storici greci volgarizzati». Alla sua morte (1822) i due figli, Francesco e Lorenzo, continuarono l'attività, dapprima insieme (nel frontespizio dei loro volumi si legge: dalla tipografia de' fratelli Sonzogno), poi separatamente: Francesco proseguì l'attività di stampatore fino al 1830 (con l'indicazione nel frontespizio: da Francesco Sonzogno di Gio. Battista. Stampatore e Librajo. Corsia de' Servi, poi dalla tipografia di Francesco Sonzogno quondam Gio. Batta stradone a S. Ambrogio , infine dal 1829: contrada della Spiga in Porta Nuova), mentre Lorenzo si dedicò all'attività di editore (con l'indicazione nel frontespizio: presso l'editore Lorenzo Sonzogno libraio sulla Corsia de' Servi n. 602).
Lorenzo sposò Teresa Crespi, proveniente da una famiglia di facoltosi industriali milanesi. Dal 1839 cessò di stampare libri. Il loro secondo figlio, Raffaele, si trasferì a Roma nel 1870, dove diresse il quotidiano «La Capitale». Il terzo figlio, Edoardo (1836-1920), dotato di spiccate capacità manageriali, conferì un nuovo impulso all'attività paterna trasformando la tipografia in una vera e propria impresa editoriale. Nel 1861 fondò la casa editrice vera e propria. Avendo ambizioni nettamente industriali, ma anche più marcatamente letterarie dei suoi antenati (il nonno Giambattista e lo zio Francesco), riuscì a sviluppare una moderna impresa che trattò tutti i generi editoriali: giornali, libri, musica e cataloghi d'arte.
Gli anni d'oro della Sonzogno si estesero dal 1866 fino alla prima metà del XX secolo. Alla stampa di libri si aggiunsero la pubblicazione di quotidiani e periodici e l'editoria musicale (Casa Musicale Sonzogno, avviata nel 1874 in concorrenza con la "Ricordi"). Lo stabilimento produttivo impiegava circa 200 operai, 10 macchine e tre torchi tipografici, tre macchine e quattro torchi litografici.
Catalogo collane (1861-1897)
- Biblioteca legale (dal 1865)
- Biblioteca classica economica
- Biblioteca romantica illustrata (dal 1866)
- Biblioteca romantica economica
- I processi celebri illustrati
- Biblioteca del popolo (dal 1874)
- Biblioteca illustrata di educazione
- Biblioteca universale antica e moderna (dal 1882)

Portafoglio riviste
Nel 1881 la Sonzogno pubblicava dieci riviste:
- Lo Spirito folletto (dal 1861)
- L'Illustrazione Universale (dal gennaio 1864)
- La Novità-Corriere delle donne (periodico femminile, dal giugno 1864)[5]
- L'Emporio pittoresco (giornale illustrato, da settembre 1864)[6]. Nel 1867 ingloberà L'Illustrazione Universale
- Il tesoro delle famiglie (dal dicembre 1865)
- Giornale dei sarti
- Giornale illustrato dei viaggi (1878-1930)
- Il Romanziere illustrato (dal 1865)
- Il Romanziere del popolo
- La Scienza per tutti (dal 1879)

La punta di diamante della produzione giornalistica della Sonzogno fu il quotidiano Il Secolo. Fondato nel 1866, tre anni dopo fu affidato alla guida esperta di Ernesto Teodoro Moneta. Il successo del quotidiano spinse l'editore ad investire in nuovi macchinari: Sonzogno acquistò, primo in Italia, una macchina "a carta perpetua" che era in grado di fornire 250 esemplari al minuto. Il Secolo, stampato in 24 000 copie, divenne in pochi anni il quotidiano più venduto del Nord Italia. Gli alti ricavi di vendita permisero di comprare nel 1874 la Gazzetta di Milano, che l'anno seguente venne assorbita nel Secolo. Nel 1875 Sonzogno cominciò a gestire in proprio la pubblicità sul Secolo: fu il primo quotidiano italiano a prendere questa iniziativa. Tra il 1875 e il 1879 fu proprietario anche di un quotidiano di Roma, la Gazzetta della capitale, rilevata dopo la morte di Raffaele Sonzogno.
Le dimensioni dell'azienda si ampliarono ulteriormente: negli anni ottanta lo stabilimento produttivo impiegava 500 operai e forniva giornalmente 60 quintali di carta. Sonzogno decise di ricapitalizzare la casa editrice ricorrendo per la prima volta al mercato. Nel 1895 fondò una società per azioni in accomandita semplice con un capitale di 1.500.000 di lire diviso in 1500 azioni. La raccolta di adesioni ebbe successo poiché 183 accomandanti acquisirono quote. Nel 1896 Edoardo Sonzogno fu determinante per la fondazione della «Gazzetta dello Sport»: fece incontrare Camillo Costamagna ed Eliso Rivera, i due fondatori del giornale. Per i primi anni la «Gazzetta» fu stampata nella tipografia Sonzogno.

### XX secolo
Nel giro di quattro anni (1909 e 1913) Edoardo Sonzogno ridusse la propria attività fino a ritirarsi a vita privata. Nel 1909 cedette il quotidiano Il Secolo (ormai in perdita e superato nelle vendite dal rivale Corriere della Sera) al gruppo formato da Giuseppe Pontremoli e dalla banca Zaccaria Pisa; nel 1913 lasciò a Riccardo (1871-1915, figlio del fratello Alberto) il settore tipografico e librario e a Lorenzo (1877-1920, figlio dello zio Francesco) la casa editrice musicale. Riccardo gestì il settore librario insieme con Alberto Matarelli (1875-1958), figlio del noto disegnatore satirico Adolfo Matarelli, già collaboratore dello Spirito folletto.
La produzione editoriale del marchio fu incentrata su narrativa e saggistica di largo consumo, con un'attenzione particolare alle tendenze e ai gusti prevalenti nella società. Dal 1904 al 1928 pubblicò a Milano il mensile Varietas. Dal 1914 al 1922 pubblicò il settimanale «Il Mondo».
Nel 1915 morì prematuramente Riccardo Sonzogno. L'attività fu continuata dal socio Alberto Matarelli, che nel 1919 rilevò la proprietà del settore librario e fondò la «Casa Editrice Sonzogno di Alberto Matarelli» con sede in via Pasquirolo.
Negli anni dal 1924 al 1929 Sonzogno fu editrice de Le Cento Città d'Italia illustrate, famosa collana di 300 monografie illustrate con fotografie di tutti i luoghi e monumenti notevoli italiani, monumentale repertorio fotografico dell'Italia dell'epoca. Altra popolare collana fu Il Romanzo d'Avventure (1924-1936), diretta da Guglielmo Stocco.
Nell'agosto 1943 macchinari e archivio vennero distrutti dai bombardamenti della Seconda guerra mondiale.
Nel 1980 la Sonzogno entrò a far parte del gruppo editoriale Fabbri, che nel 1990 confluì a sua volta in RCS MediaGroup.

### Oggi
Nel 2010 Marsilio rileva il marchio Sonzogno e il suo catalogo.

Nel 2016 il gruppo Marsilio, dopo essere stato acquistato (insieme all'intero settore libri di RCS Mediagroup) da Mondadori, viene ricomprato dalla società GEM della famiglia De Michelis per il 94%. L'operazione di cessione era stata richiesta dall'Autorità Garante della Concorrenza e del Mercato per evitare la concentrazione del mercato libraio da parte di Arnoldo Mondadori Editore.
Sonzogno oggi si rivolge a un pubblico prettamente femminile, seguendone e interpretandone gusti e interessi, dalla manualistica alla narrativa italiana e straniera di largo consumo. 
Nell'ambito della narrativa, Sonzogno spazia dalle saghe di ampio respiro ai thriller, dai romanzi femminili tradizionali o di genere rosa alle commedie sentimentali brillanti. Tra gli autori di maggior richiamo Carol Bolt, Helen Fielding (autrice del Diario di Bridget Jones), Fannie Flagg, Cecilia Ahern, Kathleen E. Woodiwiss, Rosemary Rogerse e l'ormai classica Liala.
Nel 2015 ha avuto grande successo la pubblicazione del libro L'intestino felice di Giulia Enders, medico di professione, che, spiegando con linguaggio accessibile e spiritoso "l'organo meno conosciuto del nostro corpo", ha venduto in Germania più di 1 milione di copie (2014).